# Homem-Aranha (filme)
Spider-Man (bra/prt: Homem-Aranha) é um filme de super-herói estadunidense de 2002, baseado no personagem homônimo da Marvel Comics criado por Stan Lee e Steve Ditko. Dirigido por Sam Raimi a partir de um roteiro de David Koepp, é a primeira parte da trilogia de filmes Homem-Aranha, também sendo o quinto filme da série de filmes Homem-Aranha. Produzido pela Marvel Enterprises e Laura Ziskin Productions, e distribuído pela Columbia Pictures, nos Estados Unidos e pela Sony Pictures Releasing, na distribuição internacional. O filme é estrelado por Tobey Maguire como Peter Parker / Homem-Aranha, ao lado de Willem Dafoe, Kirsten Dunst, James Franco, Cliff Robertson e Rosemary Harris. O filme mostra a história de origem do Homem-Aranha e o início de sua carreira como super-herói. Depois de ser mordido por uma aranha geneticamente modificada, o adolescente Peter Parker desenvolve habilidades sobre-humanas semelhantes às de uma aranha e adota uma identidade de super-herói mascarado para combater o crime e a injustiça na cidade de Nova York, enfrentando o supervilão Duende Verde (interpretado por Dafoe) no processo.
O desenvolvimento de um filme live-action do Homem-Aranha começou em 1975. Os cineastas Tobe Hooper, James Cameron e Joseph Zito foram contratados para dirigir o filme em um determinado ponto. No entanto, o projeto sofreu um inferno do desenvolvimento devido a questões financeiras e de licenciamento. Depois que o projeto do filme parou por quase 25 anos, ele foi licenciado para lançamento mundial pela Columbia Pictures em 1999, depois de enfrentar uma concorrência da Metro-Goldwyn-Mayer (MGM) em todos os roteiros anteriores desenvolvidos pela Cannon Films, Carolco Pictures e New Cannon. Ao exercer sua aquisição dos direitos em apenas dois elementos da compra de vários scripts (um roteiro diferente foi escrito por James Cameron, Ted Newsom, John Brancato, Barney Cohen e Joseph Goldman), a Sony contratou David Koepp para criar um roteiro de trabalho (creditado como de Cameron); Koepp recebeu um crédito exclusivo no faturamento final. Diretores como Roland Emmerich, Ang Lee, Chris Columbus, Barry Sonnenfeld, Tim Burton, Michael Bay, Jan de Bont, M. Night Shyamalan, Tony Scott e David Fincher foram considerados para comandar o projeto antes de Sam Raimi ser confirmado como diretor em 2000. O roteiro de Koepp foi reescrito por Scott Rosenberg durante a pré-produção e recebeu uma revisão nos diálogos de Alvin Sargent durante a produção. As filmagens ocorreram em Los Angeles e na cidade de Nova York de janeiro a junho de 2001. Danny Elfman foi contratado para compor a trilha sonora do filme, enquanto a Sony Pictures Imageworks cuidou dos efeitos visuais do filme.
O filme estreou no Mann Village Theatre em 29 de abril de 2002 e foi lançado nos cinemas dos Estados Unidos em 3 de maio. Homem-Aranha recebeu críticas positivas do público e da crítica, que elogiaram a direção de Raimi, a história, as atuações, os efeitos visuais, as sequências de ação e partituras musicais. Foi o primeiro filme a atingir cem milhões de dólares em um único final de semana, bem como o filme de maior sucesso baseado em história em quadrinhos na época. Com uma bilheteria bruta de mais de US$ 825 milhões em todo o mundo, foi o terceiro filme de maior bilheteria de 2002, o filme de super-herói de maior bilheteria e o sexto filme de maior bilheteria geral na época de seu lançamento. O filme recebeu indicações para os prêmios de Melhor Som e Melhores Efeitos Visuais durante a 75.ª cerimônia do Óscar, entre vários outros prêmios. Homem-Aranha é bastante creditado pela redefinição do gênero moderno de super-heróis; após seu sucesso, o filme gerou duas sequências, Homem-Aranha 2 e Homem-Aranha 3, lançadas em 2004 e 2007, respectivamente, um reboot aconteceu com Andrew Garfield interpretando Peter Parker, The Amazing Spider-Man e The Amazing Spider-Man 2, lançados em 2012 e 2014. Tobey Maguire e Willem Dafoe mais tarde reprisaram seus papéis no filme Spider-Man: No Way Home (2021) do Universo Cinematográfico Marvel (MCU), que trata do conceito de multiverso e ligava a trilogia de Raimi ao MCU.

## Enredo
Em uma excursão escolar, Peter Parker visita um laboratório de genética e uma exposição de aranhas de quinze espécies junto com seu amigo Harry Osborn e seu interesse amoroso, Mary Jane Watson. Peter é picado por uma aranha geneticamente modificada. Depois de chegar a casa de seu Tio Ben e sua Tia May, ele acaba passando mal em seu quarto e fica inconsciente. Enquanto isso, o pai de Harry, o cientista Norman Osborn, está tentando preservar um contrato militar de importância crucial para sua empresa, a Oscorp. Ele testa uma fórmula ampliadora de desempenho em si mesmo, porém, acaba ficando insano e mata seu assistente, Mendel Stromm. Na manhã seguinte, Peter percebe que sua visão melhorou e seu corpo se metamorfoseou em um físico mais musculoso. Na escola, ele descobre que pode produzir teias e ganha um sentido de aranha, que o salva de ser esmurrado pelo valentão da escola, Flash Thompson, e termina por mandar o mesmo ao chão com um único soco, impressionando seus colegas.
Jogando fora o conselho de seu tio Ben, de que "com grandes poderes vêm grandes responsabilidades", Peter entra em um torneio de luta livre para ganhar dinheiro e comprar um carro, para impressionar Mary Jane, adotando o nome de "Aranha Humana", onde o locutor do ringue se engana ao pronunciar, e lhe chama de "Homem Aranha". Ele vence a luta diante do adversário de nome "Serra Osso", assim acabando sendo enganado. Quando o ladrão Denis Carradine rouba o dinheiro do promotor, Peter deixa o ladrão fugir. Mais tarde, ele descobre que seu tio Ben foi assassinado a tiros, possivelmente pelo mesmo assaltante. Peter confronta o assaltante, apenas para descobrir que era o mesmo ladrão que ele deixou fugir. Depois de Peter desarmá-lo, ele cai de uma janela e morre. Enquanto isso, Norman, por trás de um disfarce e pilotando um planador, ataca e mata vários cientistas e alguns militares do General Slocum.
Ao se formar, Peter começa a lutar contra o crime, criando um traje e apelidando-se de Homem-Aranha. O editor-chefe do Clarim Diário, J. Jonah Jameson, contrata Peter como fotógrafo freelancer, já que Peter foi o único que conseguiu fotos claras do Homem-Aranha. Enquanto Norman toma conhecimento de que os membros do conselho da Oscorp pretendem vender a sua empresa e numa reunião com eles, se revolta pela tomada de decisão sem o seu consentimento, planejando se vingar da suposta traição, quando sua personalidade maléfica começa a ter influência sobre seus atos subsequentes, tomando controle de suas futuras escolhas. Ao mesmo tempo, Peter, sabendo que Mary Jane está solteira(já que ela termina com Flash na formatura) se aproxima dela e os dois se tornam mais amigos, ela porém, começa a namorar Harry.
Algum tempo depois, Harry e Mary Jane participam juntos do Festival da União Mundial na cidade, visto que Harry representa a Oscorp na ausência de seu pai, que tomado pela personalidade maléfica e vestido com a mesma armadura que usara para matar seus cientistas, invade o festival e mata os membros do conselho da Oscorp, chegando quase a matar Mary Jane acidentalmente, mas ela é salva pelo Homem-Aranha, que consegue deter Norman temporariamente. Jameson nomeia o misterioso assassino de Duende Verde, enquanto o vilão enxerga potencial no Homem-Aranha e lhe oferece um lugar ao seu lado no crime, mas ele recusa o convite, obviamente optando por continuar sendo herói. Algum tempo depois, durante uma tempestade, Mary Jane é abordada por marginais que ao invés de assaltá-la, tentam assediá-la, mas o Homem-Aranha os detém e acaba beijando a moça, que lhe agradece romanticamente com tal gesto. Algum tempo depois, o herói salva um bebê de um prédio em chamas, mas cai em uma armadilha do Duende Verde, com quem luta em meio ao incêndio, com o vilão justificando seus atos como consequência á recusa do Aranha em se tornar seu parceiro no crime. Após o ocorrido, Peter começa a desconfiar que o Duende é alguém que ele conhece e Norman tem a mesma desconfiança sobre o Homem-Aranha.
No jantar de Ação de Graças, Norman deduz a verdadeira identidade do Homem-Aranha, devido o corte no braço de Peter feito por Duende Verde durante a batalha entre ele e o Aranha no incêndio, ao que Peter, desconfiando de Norman ser o Duende, tenta disfarçar, mas Norman n±ao acredita nele, ainda assim, mantém sua percepção em segredo, mas cria um clima bastante desconfortável no jantar, dando a entender que não aceita bem o namoro de Harry com Mary Jane, visto que desconfia que esta está o traindo com Peter e apenas namora Harry por status, o que gera uma briga entre pai e filho e envolve Mary Jane, cabendo a Peter defendê-la e apenas May apartar a mesma briga. Posteriormente, o Duende Verde ataca e hospitaliza a Tia May, afim de atrair o Homem-Aranha para uma emboscada, enquanto Mary Jane admite que possui uma queda pelo Homem-Aranha, que salvou sua vida em inúmeras ocasiões, e pergunta a Peter se o Homem-Aranha já perguntou sobre ela. Harry, que ainda ama Mary Jane, chega e a vê reunida com Peter, já desconfiado do envolvimento entre eles. Arrasado, Harry diz ao pai que Mary Jane ama Peter, sem querer revelando a maior fraqueza do Homem-Aranha.
O Duende sequestra Mary Jane e um bonde cheio de crianças, e os mantém como reféns ao lado da ponte do Queensboro. Ele obriga o Homem-Aranha a escolher quem ele quer salvar, e joga os dois da ponte. O Homem-Aranha consegue salvar Mary Jane e o bonde, enquanto o Duende é bombardeado por civis. O duende leva o aranha a um esconderijo abandonado, onde eles tem uma última batalha, onde Peter leva uma surra do Duende, podendo se redimir depois, descobrindo finalmente que era Norman, pai de seu melhor amigo Harry. Norman implora perdão a Peter, o incentivando a ver Norman como uma figura paterna, mas Peter, que não confia no caráter de Norman, afirma que sua figura paterna é seu tio Ben, o que faz com que a personalidade de Duende incentive Norman a usar um controle remoto para direcionar o planador para Peter. O herói evita o ataque dando um belíssimo pulo, mas o planador acaba empalando Norman. Antes de morrer, Norman pede a Peter que não conte a Harry sobre o Duende Verde. O Homem-Aranha leva o corpo de Norman a mansão, escondendo os equipamentos do Duende Verde, mas Harry acaba chegando e vendo á cena de seu pai, agora falecido. No funeral de Norman, Harry jura vingança contra o Homem-Aranha, e afirma que Peter é a única coisa que lhe resta, uma vez que agora é órfão. Mary Jane confessa a Peter que é apaixonada por ele, mas ele sente que deve protege-la dos inimigos do Homem-Aranha, e esconde seus verdadeiros sentimentos. Enquanto Peter deixa o funeral, ele se recorda das palavras de Ben sobre a responsabilidade, e aceita sua vida de Homem-Aranha.

## Elenco
Eu me senti como um estranho. Acho que o que aconteceu comigo me fez desenvolver esse senso de rua de observar as pessoas e descobrir o que as motivava, me perguntando se eu poderia confiar nelas ou não. Frequentei muitas escolas ao longo da costa da Califórnia, fiz poucos amigos e fiquei com tias, tios e avós enquanto meus pais tentavam sobreviver. Foi difícil. Não tínhamos dinheiro.

—Tobey Maguire sobre a identificação com Peter Parker.
- Tobey Maguire como Peter Parker / Homem-Aranha; um jovem órfão que vive com seus tios May e Ben Parker. Após ser picado por uma aranha geneticamente modificada, acaba se tornando o "Homem Aranha" na luta contra o crime em Nova York.
- Willem Dafoe como Norman Osborn / Duende Verde; empresário e fundador da Oscorp. Após testar uma fórmula em si para manter um contrato crucial, acaba ficando insano e se tornando o vilão Duende Verde. Inicialmente admira Peter e os dois descobrem coisas em comum, mas os confrontos entre Homem-Aranha e Duende Verde fazem com que a relação entre eles fique abalada devido ás desconfianças que um tem sobre o outro e tudo piora quando diante do namoro de seu filho Harry com a amiga Mary Jane, Norman desconfie que ela ame Peter e não Harry, a quem Norman pensa que apenas usa seu filho de forma interesseira.
- Kirsten Dunst como Mary Jane Watson; interesse amoroso de Peter Parker, onde ele faz de tudo para conquistá-la, lhe salvando como Homem Aranha. Inicialmente namora Flash Thompson, terminando com ele e logo iniciando um namoro com Harry Osborn, ainda assim, se apaixona pelo Homem Aranha, além de se tornar certamente mais próxima de Peter.
- James Franco como Harry Osborn; o melhor amigo de Peter Parker, filho do empresário Norman Osborn, fundador da Oscorp. Por ser órfão de mãe, é bastante apegado a seu pai e tenta seguir os mesmos passos deste. Em certo ponto do filme, começa a namorar Mary Jane, nutrindo certo ciúme por Peter e também pelo Homem-Aranha, uma vez que não sabe que os dois são a mesma pessoa.
- Cliff Robertson como Ben Parker; tio de Peter, responsável pela frase "Com grandes poderes, vem grandes responsabilidades". Acaba morrendo durante um assalto ao torneio de luta livre onde Peter havia se recusado a impedir o ladrão Dennis Carradine de cometer o roubo.
- Rosemary Harris como May Parker; tia de Peter e viúva de Ben Parker.
- J. K. Simmons como J. Jonah Jameson: chefe e responsável do Clarim Diário. Rabugento e intolerante, não aceita sugestões e quer que tudo na empresa funcione à sua maneira, inclusive repreendendo Peter constantemente, já que não acredita no seu potencial e acha o rapaz um tanto folgado. Jameson detesta o Homem-Aranha e faz de tudo para que seu jornal suje a imagem do mesmo.
- Joe Manganiello como Flash Thompson: suposto namorado de Mary Jane Watson no começo do filme, além de um dos valentões que atormenta Peter na escola, sendo aparentemente o líder de seu grupo de valentões. Arrogante e provocador, ele não perde uma oportunidade de se mostrar e de provocar Peter, fazendo deste uma piada em frente a seus demais colegas e a Mary Jane, já que desconfia que Peter é interessado nela. Após Peter ser picado pela aranha e receber seus poderes, este dá o troco em Flash e numa briga na escola, o nocauteia na frente de todos. Não muito tempo depois, durante a formatura deles no colégio, Mary Jane termina o namoro com Flash e começa a namorar Harry.

Ron Perkins interpreta Mendel Stromm, o cientista-chefe de Osborn, enquanto Gerry Becker e Jack Betts interpretam os membros do conselho Maximillian Fargas e Henry Balkan. Stanley Anderson interpreta o General Slocum e Jim Ward interpreta o Coordenador do Projeto. John Paxton interpreta Bernard Houseman, o mordomo da família Osborn. Sally Livingstone interpreta Liz Allen. Michael Papajohn aparece como Dennis Carradine, o ladrão que mata Ben Parker. O co-criador do Homem-Aranha, Stan Lee, aparece brevemente no filme salvando uma menina de ser atingida por destroços durante a batalha entre o Homem-Aranha e o Duende Verde na Times Square; a ideia de Stan Lee fazer uma cameo no filme inicialmente não foi bem recebida por Raimi, embora posteriormente ele acabou concordando. Nicholas Hammond, ator que interpretou o Homem-Aranha na série de televisão de 1977 The Amazing Spider-Man também faz uma aparição rápida na mesma cena. O lutador Randy Savage interpretou o arrogante e imbatível Serra Osso, o adversário de Peter Parker durante torneio de luta livre.

## Produção

### Desenvolvimento
No início dos anos 1980, a Marvel Comics estava em negociações com produtores de filmes para trazer seu personagem principal, o Homem-Aranha, para as telas de cinema. O produtor Roger Corman foi o primeiro a ter uma opção nos direitos de propriedade do heroi e começou a desenvolver o filme na Orion Pictures. O co-criador do Homem-Aranha, Stan Lee, foi contratado para escrever um roteiro que apresentava temas da Guerra Fria e o Doutor Octopus como o principal antagonista. O projeto não se concretizou após disputas orçamentárias entre Corman e Lee. Os direitos do filme foram adquiridos por Menahem Golan e Yoram Globus da Cannon Films por US$ 225.000 em 1985. Os dois não estavam familiarizados com o passado do personagem e chegaram a confundir o Homem-Aranha com um personagem parecido com um lobisomem. Leslie Stevens, criadora da série de TV The Outer Limits, foi contratada para escrever um roteiro baseado neste conceito. O roteiro de Stevens apresentava Peter Parker como um fotógrafo de crachás que serviria como cobaia num experimento de um cientista louco que o transformaria em uma tarântula humana. Tobe Hooper, que estava se preparando para filmar The Texas Chainsaw Massacre 2 e Invaders from Mars para a Cannon, assinou contrato para dirigir. No entanto, o criador Stan Lee estava começando a odiar o teor assustador que o estúdio estava tomando com o personagem e exigiu que um novo roteiro fosse escrito mais próximo das histórias em quadrinhos originais do super-herói.
Em 1985, um novo roteiro estava sendo escrito por Ted Newsom e John Brancato. Nesta versão, Peter Parker receberia suas habilidades de aranha através de um experimento envolvendo um ciclotron. O Doutor Octopus serviu como antagonista e foi escrito como o mentor de Parker que posteriormente se tornou inimigo. Barney Cohen foi contratado para fazer uma reescrita que acrescentou mais humor, cenas de ação adicionais e um vilão coadjuvante. Newsom e Brancato tinham John Cusack em mente para o papel de Peter Parker. A Cannon contratou Joseph Zito para dirigir o filme após o mesmo realizar o sucesso comercial Invasion U.S.A. para o estúdio. Para o papel de Peter Parker/Homem-Aranha, o estúdio considerou Tom Cruise, enquanto Zito, estava interessado em escalar o ator e dublê Scott Leva, que já havia feito aparições promocionais como Homem-Aranha para a Marvel. Bob Hoskins foi considerado para o Doutor Octopus, enquanto Lauren Bacall e Katharine Hepburn foram consideradas para o papel da Tia May; Stan Lee expressou seu desejo de interpretar J. Jonah Jameson no filme. O projeto foi provisoriamente intitulado de "Spider-Man: The Movie" e foi orçado entre US$ 15-20 milhões na época. Após o fracasso crítico e financeiro de Superman IV - Em Busca da Paz e Masters of the Universe, produzidos pela Cannon, o orçamento de "Spider-Man: The Movie" foi reduzido para US$ 7 milhões. Com a diminuição da verba do filme, Joseph Zito deixou o cargo de diretor. Ele foi substituído por Albert Pyun, que estava disposto a fazer o filme com um orçamento menor. O projeto, no entanto, foi definitivamente cancelado após a aquisição da Cannon pela Pathé e a saída de Menahem Golan do estúdio.
Golan estendeu sua opção de direitos sobre o Homem-Aranha durante sua gestão como CEO da 21st Century Film Corporation. Em 1989, Golan tentou reviver o projeto usando o roteiro original, orçamento e storyboards desenvolvidos pela Cannon. A fim de receber fundos de produção, Golan vendeu os direitos de televisão do personagem para a Viacom, os direitos de distribuição em home video para a Columbia Pictures e os direitos cinematográficos para a Carolco Pictures, onde James Cameron foi contratado para escrever e dirigir o filme. Cameron já havia se encontrado com Stan Lee para discutir um possível filme dos X-Men até que Lee convenceu Cameron de que ele seria uma boa escolha para dirigir um filme do Homem-Aranha. Cameron disse que os super-heróis sempre foram fantasiosos para ele. O diretor apresentou um tratamento do filme para a Carolco em 1993, que serviu como uma versão mais sombria e madura dos mitos do personagem. Além de apresentar a história de origem do Homem-Aranha, também incluiu versões reimaginadas dos vilões Electro e Homem-Areia; o primeiro foi retratado como um empresário megalomaníaco chamado Carlton Strand, enquanto o último foi escrito como o guarda-costas pessoal de Strand chamado Boyd. O tratamento de Cameron também contou com palavrões pesados e uma cena de sexo entre o Homem-Aranha e Mary Jane Watson no topo da Ponte do Brooklyn. A Carolco estabeleceu um orçamento de cinquenta milhões de dólares para o filme, mas o progresso parou quando Golan processou a Carolco por tentar fazer o filme sem seu envolvimento. Cameron havia concluído até então o filme True Lies para a 20th Century Fox como parte de um acordo de produção com o estúdio; a Fox tentou adquirir os direitos de Homem-Aranha para Cameron, mas não obteve sucesso. Neste ponto, James Cameron decidiu abandonar o projeto para começar a trabalhar em Titanic. Ele revelaria em uma entrevista de 1997 no programa radiofônico The Howard Stern Show que ele tinha a estrela de Titanic, Leonardo DiCaprio, em mente para o papel principal do Homem-Aranha. Em 1995, a Metro-Goldwyn-Mayer (MGM) adquiriu a 21st Century Film Corporation, o que lhes deu acesso aos roteiros anteriores de Homem-Aranha. A MGM então entrou com um processo contra a Viacom, a Sony Pictures e a Marvel, que acusaram o estúdio de fraudar o acordo original da Cannon. No ano seguinte, a 21st Century, a Carolco e a Marvel pediriam falência.
Nenhum estúdio de cinema mostrou interesse em um filme do Homem-Aranha após a recepção desastrosa de Batman & Robin em 1997, o que fez com que os estúdios de cinema não levassem o gênero de super-heróis mais a sério e tivessem a percepção de que "quadrinhos eram para crianças". No entanto, o lançamento de Blade pela New Line Cinema em 1998 e o desenvolvimento de X-Men pela 20th Century Fox convenceram alguns estúdios de que um personagem da Marvel "poderia dar certo" num eventual filme. A Marvel emergiria da falência em 1998 e declararia que a opção de Menahem Golan havia expirado e que os direitos haviam retornados para ela. A Marvel então vendeu os direitos do filme para a Sony Pictures Entertainment, empresa controladora da Columbia Pictures, num acordo de sete milhões de dólares. Os direitos foram repassados para o novo estúdio em março de 1999.
Enquanto John Calley estava em trainee na Columbia, ele buscou com a reivindicação de Kevin McClory desenvolver uma franquia não oficial de filmes de James Bond, parcialmente baseada no material usado em Thunderball, e também tinha os direitos do romance Casino Royale. A MGM e a Danjaq também tiveram que processar a Sony Pictures e a Specter Associates, em relação às alegações de como o filme de McClory com a Sony foi demonstrado. O golpe final veio em março de 1999, quando a Sony negociou os direitos do filme Casino Royale para a MGM pelo projeto do Homem-Aranha da própria empresa, iniciando assim o processo de aquisição definitiva dos direitos da produção.
Em abril de 1999, embora a Sony Pictures tenha adquirido da MGM todas as versões anteriores do roteiro de um filme do Homem-Aranha, ela apenas exerceu as opções sobre "o material de Cameron", que incluía contratualmente um roteiro de vários autores e um "tratamento de 45 páginas" creditado apenas a James Cameron. O estúdio anunciou que não estava contratando o próprio Cameron para dirigir o filme e nem usaria seu roteiro. O estúdio iniciou estudos com Roland Emmerich, Tony Scott, Chris Columbus, Barry Sonnenfeld, Tim Burton, Michael Bay, Ang Lee, David Fincher, Jan de Bont e M. Night Shyamalan como diretores em potencial. No entanto, a maioria dos diretores abordados estava menos interessada no trabalho do que na história em si. Fincher não queria retratar uma história de origem do personagem e sim apresentar o filme como sendo baseado no enredo de A Noite em que Gwen Stacy Morreu, mas o estúdio discordou. Mais tarde, Columbus rejeitaria o projeto para dirigir Harry Potter e a Pedra Filosofal. Burton expressou falta de interesse ao comentar que o projeto era sobre "apenas um cara da DC", dado seu trabalho anterior em Batman e Batman Returns. A escolha de Amy Pascal, então presidente da Columbia, para a direção do filme foi Sam Raimi. Raimi foi contratado para dirigir em janeiro de 2000, com um lançamento programado para o verão de 2001. Ele era fã de histórias em quadrinhos durante sua juventude e sua paixão pelo Homem-Aranha lhe rendeu o trabalho. O agente de Raimi, Josh Donen, avisou que ele não era a escolha preferida da Sony para o cargo, levando Raimi a citar todos os seus motivos pelos quais seria o diretor ideal para o projeto durante uma reunião com Pascal, a produtora Laura Ziskin, John Calley, o chefe da Marvel Studios Avi Arad, e o executivo de cinema do estúdio Matt Tolmach, antes de encerrar abruptamente seu discurso após uma hora, não pretendendo se estender mais caso os executivos da Sony não o quisessem.
O trabalho de Cameron se tornou a base do primeiro rascunho do roteiro de David Koepp, muitas vezes copiado palavra por palavra. Koepp disse que o roteiro de Cameron foi "influente". Ele lançou a ideia de Peter Parker não conseguir seu traje de Homem-Aranha até depois dos primeiros 45 minutos do filme para que eles pudessem estender sua história de origem e que Peter e Mary Jane não ficassem juntos no final, sentindo que o "término" deles foi romântico. As versões de Cameron dos vilões da Marvel, Electro e Sandman, continuaram sendo os antagonistas. A reescrita de Koepp favoreceu o Duende Verde como o principal antagonista e adicionou o Doutor Octopus como o antagonista secundário. Raimi sentiu que o Duende Verde e o tema substituto de "pai e filho" entre Norman Osborn e Peter Parker seriam mais interessantes; portanto, ele retirou o Doutor Octopus do filme. Em junho, a Columbia contratou Scott Rosenberg para reescrever o material de Koepp. Entre as coisas constantes em todas as reescritas estava a ideia do "atirador de teia orgânico" do roteiro original de Cameron. Raimi sentiu que iria estender demais a suspensão de descrença do público caso Parker "inventasse" lançadores de teia mecânicos.
Rosenberg removeu o Doutor Octopus do roteiro e criou várias novas sequências de ação. Raimi sentiu que adicionar uma terceira história de origem tornaria o filme muito complexo. As sequências removidas do filme final tinham o Homem-Aranha protegendo Maximilian Fargas, o executivo da Oscorp que usava uma cadeira de rodas, do Duende Verde, e o Homem-Aranha desarmando uma bomba em um trem lotado. Conforme a produção se aproximava, Ziskin contratou o premiado escritor Alvin Sargent, para revisar os diálogos, principalmente entre Parker e Mary Jane. A Columbia deu ao Writers Guild of America uma lista de quatro escritores como contribuintes para o roteiro final de Homem-Aranha: Rosenberg, Sargent e James Cameron; todos os três cederam voluntariamente o crédito ao quarto, Koepp.

### Formação do elenco
Para o papel principal, os cineastas queriam alguém que não fosse "extraordinariamente alto ou bonito como Christopher Reeve", mas que pudesse ter o "coração e a alma" com os quais o público se identificasse. O estúdio manifestou interesse nos atores Leonardo DiCaprio, Freddie Prinze Jr., Chris O'Donnell, Jude Law, Chris Klein, Ewan McGregor, Wes Bentley e Heath Ledger. DiCaprio havia sido considerado por James Cameron para o papel em 1995, enquanto Raimi brincou que Prinze "nem mesmo terá permissão para comprar um ingresso para ver este filme". A Sony fez estudos para ter Jude Law para interpretar o Homem-Aranha. Amy Pascal e seus colegas executivos consideraram Heath Ledger para o papel devido a suas colaborações anteriores, enquanto Raimi se encontrou com Bentley, mas não se encontrou com DiCaprio ou Ledger. Bentley recusou o papel porque não estava interessado em filmes de super-heróis. Além disso, os atores Scott Speedman, Jay Rodan e James Franco estiveram envolvidos em testes de tela para o papel principal (Franco acabaria conseguindo o papel de Harry Osborn). Joe Manganiello também fez o teste para o papel (ele acabaria ganhando o papel do valentão da escola de Parker, Eugene "Flash" Thompson). Tobey Maguire foi finalmente confirmado no papel de Peter Parker/Homem-Aranha em julho de 2000, tendo sido a escolha principal de Sam Raimi para o papel depois que ele o assistiu em The Cider House Rules. O estúdio inicialmente hesitou em escalar alguém que não parecesse se encaixar nas cenas de "luta entre titãs cheios de adrenalina e chutadores de traseiros", mas Maguire conseguiu impressionar os executivos do estúdio com sua audição. O ator assinou um contrato na faixa de US$ 3 a US$ 4 milhões com opções salariais mais altas para duas sequências. Para se preparar, Maguire foi treinado por um preparador físico, um instrutor de ioga, um especialista em artes marciais e um especialista em escalada, levando vários meses para melhorar seu físico. O ator também estudou sobre aranhas e trabalhou com um preparador de arreios para simular os movimentos aracnídeos; Maguire tinha uma dieta especial, embora o fato de ser vegano também o ajudou bastante a entrar mais em forma.
Nicolas Cage, Jason Isaacs e John Malkovich foram considerados para o papel de Norman Osborn/Duende Verde, mas recusaram o papel. Willem Dafoe foi escalado para o papel em novembro de 2000. Raimi se encontrou com Dafoe enquanto ele estava rodando um filme na Espanha. O ator se sentiu atraído pela perspectiva de trabalhar com Raimi e pela ideia de fazer um filme inspirado em quadrinhos. O próprio Dafoe insistiu em usar o traje do Duende mesmo lhe causando desconforto, pois sentiu que um dublê não transmitiria a linguagem corporal necessária do personagem; o traje possuía 580 peças e levou meia hora para ser vestido.
Kate Bosworth fez um teste sem sucesso para o papel de Mary Jane. Elizabeth Banks também fez o teste para o papel, mas foi informada pela produtora Laura Ziskin que ela era muito velha para o papel e foi escalada como Betty Brant, a secretária de J. Jonah Jameson no Clarim Diário. Kate Hudson foi convidada, mas recusou o papel. Eliza Dushku, Mena Suvari e Jaime King também fizeram testes mas não foram aprovadas. Antes de Raimi escalar Kirsten Dunst, ele havia manifestado interesse em Alicia Witt. Dunst decidiu fazer o teste depois de saber que Maguire havia sido escalado, sentindo que o filme teria um toque mais independente. A atriz ganhou o papel um mês antes de filmar uma audição em Berlim. Na época, seu cabelo estava tingido na frente e ela usava meia peruca. Os produtores queriam que ela endireitasse os dentes, mas ela recusou.
J. K. Simmons foi escalado como J. Jonah Jameson, embora tenha sabido sobre o processo de escolha de elenco do filme por meio de um fã do Homem-Aranha que leu a notícia em um site de fãs três horas antes de seu agente entrar em contato com ele para informá-lo de que ele havia conseguido o papel. Apesar do antigo interesse de Stan Lee de ele mesmo interpretar Jameson, os cineastas o consideraram muito velho para interpretar o papel de forma convincente; Lee aprovou a escolha de Simmons, sentindo que o ator se saiu melhor do que ele teria feito.
Hugh Jackman, que estrelou como Logan / Wolverine na série de filmes X-Men, afirmou em setembro de 2013 que foi abordado para aparecer como Wolverine no filme em uma piada ou apenas para uma participação especial, na qual ele aceitou. Entretanto, quando Jackman chegou a Nova York para filmar a cena, os planos para sua aparição nunca se concretizaram pois os cineastas não conseguiram obter o traje que Jackman havia usado em X-Men (2000).

### Filmagens
Com o elenco completamente formado, as filmagens do filme estavam marcadas para começar em novembro de 2000 na cidade de Nova York e nos estúdios da Sony Pictures. O lançamento do filme estava programado para novembro do ano seguinte, mas foi adiado para ser lançado em 3 de maio de 2002, devido a um inesperado cronograma de pós-produção.
A fotografia principal começou em 8 de janeiro de 2001, em Culver City, Califórnia. Após os ataques de 11 de setembro daquele ano, certas sequências foram refilmadas e uma tomada que envolvia as Torres Gêmeas foi removida do filme; esse descarte pode ser encontrado no site da Sony Stock Footage. O estúdio 29 da Sony foi usado para retratação da casa de Parker em Forest Hills, enquanto o 27 foi usado para a sequência de luta livre em que Parker enfrenta Serra Osso; o mesmo estúdio também foi usado para o complexo da Times Square na sequência em que o Homem-Aranha e o Duende Verde lutam pela primeira vez, a qual um cenário de três andares com uma sacada separável foi construído. A cena também exigiu filmagem em Downey (Califórnia). No dia 6 de março o trabalhador da construção civil Tim Holcombe, de 45 anos, foi morto quando uma empilhadeira modificada como um guindaste de construção colidiu com uma cesta de construção em que ele estava durante as filmagens; por conta do acidente, a Sony foi multada em US$ 58.805. Raimi alugou um estúdio da Warner Bros. para rodar a cena do beijo de cabeça para baixo entre o Homem-Aranha e Mary Jane. Kirsten Dunst disse que rodar a cena do beijo de cabeça para baixo não foi fácil e não lhe pareceu nada romântico; segundo a atriz, Maguire não conseguia respirar porque a água escorria em seu nariz enquanto ele estava pendurado para beijá-la. Dunst descreveu a filmagem da cena como "horrível". Maguire confirmou as declarações da atriz, chegando a dizer que estava com falta de ar durante o beijo. Ele e Franco propiciaram um certo clima tensão no set devido à paixão de Franco por Dunst, que namorava Maguire na época.
Em Los Angeles, as locações incluíam o Museu de História Natural (para as cenas do laboratório da Universidade de Columbia, onde Parker é picado pela aranha), o Pacific Electricity Building (para os escritórios do Clarim Diário) e a Greystone Mansion (para os interiores da casa de Norman Osborn), que havia sido usado anteriormente em Batman. Em abril, quatro das fantasias do Homem-Aranha foram roubadas e a Sony ofereceu uma recompensa de US$ 25.000 para quem as encontrasse; elas foram recuperados após dezoito meses com um ex-segurança do estúdio e um cúmplice sendo presos durante o processo. A produção mudou-se para a cidade de Nova York por duas semanas, filmando em locais como a Ponte do Queensboro, os exteriores da Low Memorial Library da Columbia University e da Biblioteca Pública de Nova Iorque, além de um jardim na cobertura do Rockefeller Center. A equipe voltou para Los Angeles, onde a produção terminou em junho de 2001. O Flatiron Building foi usado para as cenas externas do prédio do Clarim Diário.

### Designs

Originalmente foi feito uma máscara (foto) para retratar o vilão Duende Verde, mas a ideia foi posteriormente abandonada por ser "muito assustadora".

A feição original do Duende Verde era composta por uma máscara animatrônica criada pela empresa de efeitos especiais Amalgamated Dynamics a qual Williem Dafoe descreveu como uma "máscara de Halloween" de "aparência meio boba". Posteriormente, os desenhistas do filme decidiram substituí-la por um capacete mais moderno e angular. Dafoe também queria que o traje fosse flexível o suficiente para permitir que ele fizesse diversos movimentos.
Para criar a roupa do Homem-Aranha, Tobey Maguire teve seu corpo ajustado para o traje colante, sendo coberto com camadas de substância para criar o formato do traje. Uma ideia que o figurinista do filme James Acheson concebeu foi de ter um emblema vermelho sobre um traje preto. Outra ideia, que acabaria por ser descartada, apresentava um logotipo ampliado no peito e listras vermelhas descendo pelas laterais das pernas. No desenvolvimento inicial, Acheson experimentou um possível design semelhante a um capacete para o traje, que foi descartado. A roupa foi concebida como uma peça única, incluindo a máscara. Uma casca dura foi usada por baixo da máscara para melhorar o formato da cabeça e manter a máscara firme, mantendo o usuário confortável. Para as cenas em que o Homem-Aranha tirava a máscara, havia um traje alternativo em que a máscara era uma peça separada. O desenho das teias, que realçava o figurino, foi cortada por computador. As lentes da máscara foram projetadas para ter uma aparência espelhada.

### Efeitos visuais
O supervisor de efeitos visuais John Dykstra foi contratado para produzir os efeitos visuais do filme em maio de 2000. Dykstra se encontrou com Raimi enquanto ele filmava The Gift (2000). Ele convenceu Raimi a fazer muitas das acrobacias com imagens geradas por computador, já que seriam fisicamente impossíveis. Raimi havia usado efeitos especiais mais tradicionais em seus filmes anteriores e aprendeu muito sobre o uso de computadores durante a produção. Raimi trabalhou duro para planejar todas as sequências do Homem-Aranha balançando em edifícios, o que ele descreveu como um "balé no céu". A complexidade de tais sequências resultou no aumento do orçamento inicial de US$ 70 milhões para cerca de US$ 100 milhões. As tomadas ficaram mais complicadas por causa dos esquemas de cores individuais dos personagens principais, fazendo com que o Homem-Aranha e o Duende Verde tivessem que ser filmados separadamente para tomadas de efeitos: o Homem-Aranha foi filmado na frente de uma tela verde, enquanto o Duende Verde foi filmado contra uma tela azul. As filmagens de ambos juntos numa cena resultaria na exclusão de um personagem de uma tomada.
Dykstra disse que a maior dificuldade de criar o Homem-Aranha foi que, como o personagem foi mascarado, ele imediatamente perdeu muita caracterização. Sem o contexto dos olhos ou da boca, muita linguagem corporal teve que ser colocada para que houvesse conteúdo emocional. Raimi queria transmitir a essência do Homem-Aranha como sendo "a transição que ocorre entre ele ser um jovem passando pela puberdade e ser um super-herói". Dykstra disse que sua equipe de animadores nunca alcançou tal nível de sofisticação para dar dicas sutis de como ainda fazer o Homem-Aranha se sentir como um ser humano. Quando dois executivos do estúdio viram fotos do personagem geradas por computador, eles acreditaram que era na verdade Maguire realizando acrobacias. Além disso, a equipe de Dykstra teve que compor áreas da cidade de Nova York e substituir todos os carros das fotos por modelos digitais. Raimi não queria que o filme parecesse inteiramente uma animação, então nenhuma das tomadas foi 100% gerada por computador.

### Música e trilha sonora
Danny Elfman compôs a música para o filme. Sua trilha sonora combina orquestração tradicional, percussão étnica e elementos eletrônicos. Suas características étnicas distintas são creditadas a Elfman, que passou um ano na África estudando sua percussão única.

#### Faixas
1. "Main Title" — 3:30
2. "Transformations" — 3:31
3. "Costume Montage" — 1:19
4. "Revenge" — 6:13
5. "First Web" — 0:56
6. "Something's Different" — 1:17
7. "City Montage" — 1:50
8. "Alone" — 1:37
9. "Parade Attack" — 3:54
10. "Specter of the Goblin" — 3:47
11. "Revelation" — 2:32
12. "Getting Through" — 2:05
13. "Final Confrontation" — 7:19
14. "Farewell" — 3:11
15. "End Credits" — 1:55

## Lançamento

### Campanha de marketing

Primeiro teaser pôster de Homem-Aranha que foi retirado de circulação pela Sony após os ataques de 11 de setembro de 2001 (na imagem, o World Trade Center é refletido nos olhos do Homem-Aranha)

Após os ataques terroristas nos Estados Unidos em 11 de setembro de 2001, a Sony tirou de circulação um teaser pôster que mostrava um close da cabeça do Homem-Aranha com as torres do World Trade Center refletidas em seus olhos. O teaser trailer original do filme, lançado no mesmo ano, apresentava um enredo de um minifilme envolvendo um grupo de ladrões de banco escapando em um helicóptero que é pego pelo Homem-Aranha após o mesmo soltar uma teia entre as Torres Gêmeas. Este trailer havia sido mostrado em sessões dos filmes Jurassic Park III, American Pie 2, Rush Hour 2, Final Fantasy: The Spirits Within e Planeta dos Macacos. De acordo com a Sony, o trailer não continha nenhuma filmagem real do filme em si. Tanto o trailer quanto o pôster foram removidos após os eventos dos ataques, embora podem ser encontrados pela internet atualmente. Novos pôsteres apresentando o Homem-Aranha e o Duende Verde foram revelados em novembro de 2001. Ao mesmo tempo, um novo teaser trailer considerado aceitável pela Sony foi lançado posteriormente durante os intervalos comerciais da série de TV Temptation Island, sendo divulgado também pela internet em 13 de dezembro de 2001; o mesmo teaser também passou a ser disponibilizado nos cinemas antes das exibições de The Lord of the Rings: The Fellowship of the Ring. Raimi admitiu anos depois que a cena deveria, de fato, ser utilizada no filme, mas foi removida devido ao contexto dos atentados terroristas. Um outro trailer de Homem-Aranha estreou na internet em 27 de março de 2002 e nos cinemas com os lançamentos de Panic Room e The Rookie apenas dois dias depois, em 29 de março.
Para promover o lançamento do filme, a Sony fez parceria com a empresa CKE Restaurants para lançar brinquedos infantis nos restaurantes Hardee's e Carl's Jr. A partir de abril de 2002, os locais ofereciam aos clientes três copos de colecionador do tema de Homem-Aranha diferentes e os clientes podiam comprar uma figura do Homem-Aranha para prender na antena do rádio do carro. A Kentucky Fried Chicken seguiria o exemplo, lançando seus próprios brinquedos infantis de Homem-Aranha em suas unidades no Reino Unido. Outros parceiros promocionais do filme incluíram Dr Pepper, Hershey's, Kellogg's e Reebok.

### Lançamento teatral
Nos Estados Unidos, o filme quase recebeu a classificação "R" da MPAA devido à intensidade da luta final entre o Homem-Aranha e o Duende Verde, fazendo com que a cena fosse ligeiramente editada. No final do processo, foi classificado como "PG-13" por "violência estilizada e ação". Antes do lançamento do filme nos cinemas britânicos em junho de 2002, o British Board of Film Classification (BBFC) deu ao filme um certificação "aconselhável para maiores de 12"; devido à popularidade do personagem Homem-Aranha com crianças mais novas, o fato gerou controvérsia. O BBFC defendeu sua decisão, argumentando que o filme poderia ter recebido uma classificação "+15". Apesar disso, os Conselhos Distritais de North Norfolk e Breckland, em East Anglia, mudaram para a censura para "PG". No final de agosto, o BBFC abrandou sua censura, levando a Sony a relançar o filme no país.

### Mídia doméstica e televisão
Homem-Aranha foi lançado em DVD e VHS em 1.º de novembro de 2002 na América do Norte e Austrália, e em 25 de novembro de 2002, no Reino Unido. Mais de sete milhões de cópias do DVD foram vendidas só no primeiro dia de lançamento. O filme deteria o recorde de maior vendagem de DVD em um único dia até ser superado por Procurando Nemo em 2003. Atualmente, o filme detém o recorde de vendagem em um único dia de um filme em live-action. Em apenas alguns dias, o lançamento do DVD vendeu mais de onze milhões de cópias, superando Monsters, Inc. e estabelecendo recordes para qualquer lançamento no formato. Enquanto o lançamento em VHS vendeu mais de 6,5 milhões de cópias, o lançamento do DVD se tornou um dos títulos do formato mais vendidos de todos os tempos, com mais de 19,5 milhões de cópias vendidas.
Os direitos televisivos estadunidenses do filme foram adquiridos pelos canais Fox, TBS e TNT por sessenta milhões de dólares. As vendas brutas de brinquedos relacionadas foram de US$ 109 milhões. Sua receita de vendagens do lançamento em DVD na América do Norte em julho de 2004 era de US$ 338,8 milhões, enquanto sua receita estadunidense de seu VHS foi de US$ 89,2 milhões no mesmo período. Até 2006, o filme tinha arrecadado uma receita total de US$ 1,5 bilhão somando sua bilheteria nos cinemas e lançamentos em home video (tanto em vendas quanto aluguéis), além de mais US$ 880 milhões em direitos televisivos (pay-per-view, televisão aberta e a cabo).
No Reino Unido, o filme foi assistido por setecentos mil espectadores no canal de televisão por assinatura Sky Movies 1 em sua estreia em 2004, tornando-se o nono filme mais assistido do ano na televisão por assinatura daquele país. No Brasil, o filme realizou sua estreia na televisão aberta em 4 de abril de 2005, durante a sessão de filmes Tela Quente da Rede Globo.
Sua primeira disponibilização em Disco Blu-ray ocorreu em 2007 como parte da trilogia Homem-Aranha. Apenas três anos depois, o filme foi lançado como um Blu-ray independente em 16 de novembro de 2010. Este foi seguido por outro lançamento em 5 de julho de 2011. O filme também foi incluído na coleção "Spider-Man Legacy Collection", que inclui cinco filmes do Homem-Aranha em uma coleção Blu-ray 4K UHD, lançada em 17 de outubro de 2017.

## Recepção

### Desempenho comercial
Homem-Aranha se tornou o primeiro filme a ultrapassar a marca de US$ 100 milhões em um único final de semana ao acumular US$ 114.844.116 nas bilheterias, estabelecendo um novo recorde em finais de semana de estreia. Sua receita bruta naquela ocasião ultrapassou os US$ 90,3 milhões do detentor do recorde anterior Harry Potter e a Pedra Filosofal; sobre isso, Rick Lyman do jornal The New York Times escreveu: "embora os executivos da indústria esperassem uma forte abertura para o filme porque havia pouca competição no mercado e as pesquisas de pré-lançamento indicavam intenso interesse de todas as faixas etárias, ninguém previu que Homem-Aranha iria superar o recorde de Harry Potter". O filme também ultrapassou o recorde de The Lost World: Jurassic Park de maior fim de semana de abertura num mês de maio. Quando lançado nos cinemas, Homem-Aranha ficou em primeiro lugar nas bilheterias, batendo The Scorpion King. O filme também quebrou o recorde de X-Men de maior final de semana de abertura de um filme de super-herói.
A arrecadação do final de semana de estreia do filme teve uma média de US$ 31.769 por sala que, na época, o Box Office Mojo relatou ser "a maior média por sala de todos os tempos para um lançamento ultra amplo". O recorde de três dias do filme foi superado por Pirates of the Caribbean: Dead Man's Chest quatro anos depois. O fim de semana de estreia de US$ 114,8 milhões de Homem-Aranha foi o maior na bilheteria da América do Norte para um filme não-sequência durante oito anos até ser superado por Alice no País das Maravilhas. Homem-Aranha também deteria o recorde de maior receita bruta em três dias até ser superado por Star Wars: Episódio III – A Vingança dos Sith em 2005. Em quatro dias, teve a maior segunda-feira sem feriado de todos os tempos, com US$ 11 milhões arrecadados, aumentando o seu total bruto para US$ 125,1 milhões e ficando à frente dos sucessos de bilheteria da época, incluindo Charlie's Angels e Erin Brockovich.
Com o lançamento do filme nos Estados Unidos e Canadá em 3 de maio de 2002, em 7.500 telas em 3.615 cinemas, o filme arrecadou US$ 39.406.872 em seu dia de estreia, obtendo uma média de US$ 10.901 por sala. Este foi o dia de estreia mais alto na época até ser superado pela sua própria sequência Homem-Aranha 2 em 2004 (que arrecadou em sua estreia US$ 40,4 milhões). Por três anos, o filme deteve o recorde de maior bilheteria numa sexta-feira, quando foi ultrapassado por Harry Potter e o Cálice de Fogo em 2005. Homem-Aranha também estabeleceu um recorde de todos os tempos para os maiores ganhos em um único dia com US$ 43.622.264 obtidos em seu segundo dia de lançamento, sendo posteriormente superado por Shrek 2 em 2004. No domingo do seu fim de semana de estreia, o filme arrecadou US$ 31.814.980 adicionais, se tornando também a maior receita bruta que um filme arrecadou em um domingo, na época.
O filme permaneceu na primeira posição em seu segundo fim de semana à frente de Unfaithful, caindo apenas 38% e arrecadando mais US$ 71.417.527, com uma média de US$ 19.755 por sala. Na época, este foi o segundo fim de semana de maior bilheteria de qualquer filme. Durante seu segundo fim de semana, o filme atingiu a marca de US$ 200 milhões. Este fato tornou Homem-Aranha o filme mais rápido a ultrapassar tal marca, superando Star Wars: Episódio I – A Ameaça Fantasma. Após seu segundo fim de semana, o filme já havia acumulado um total de US$ 223.040.031 depois de dez dias em cartaz. Após ultrapassar a receita de Ice Age, o filme se tornou a maior bilheteria do ano (sendo superado mais tarde por O Senhor dos Anéis: As Duas Torres e Harry Potter and the Chamber of Secrets).
Embora tenha caído para a segunda posição em seu terceiro final de semana (após ser ultrapassado por Star Wars: Episódio II – Ataque dos Clones), o filme conseguiu arrecadar US$ 45.036.912, caindo apenas 37% em sua receita, com uma média de US$ 12.458 por sala e elevando a sua contagem bruta de dezessete dias para US$ 285.573.668 arrecadados nos cinemas. O filme estabeleceu o recorde de terceiro final de semana de maior bilheteria, que só foi superado por Avatar (2009). Homem- Aranha ainda bateria outro recorde anteriormente detido por A Ameaça Fantasma, tornando-se o filme mais rápido a atingir a marca de US$ 300 milhões em apenas 22 dias. Em 66 dias, foi o filme mais rápido a chegar a US$ 400 milhões, empatando com Titanic; ambos os filmes mantiveram esse recorde por dois anos antes de serem superados por Shrek 2.
Ao sair de cartaz dos cinemas estadunidenses, o filme havia acumulado US$ 407.022.860 em receita interna; internacionalmente, Homem-Aranha arrecadou mais US$ 418.002.176, perfazendo um total mundial de US$ 825.025.036, se tornando a terceira maior bilheteria de 2002. Além disso, foi o filme da Sony/Columbia de maior bilheteria de todos os tempos até então, superando Men in Black. Homem-Aranha também desbancou o recorde de Batman (1989) e se tornou o filme de super-herói de maior bilheteria de todos os tempos na época. Só nos Estados Unidos, o filme vendeu cerca de 69.484.700 ingressos, um recorde na época para um filme de super-herói; esse mesmo recorde só seria superado em 2008 com o lançamento de The Dark Knight. Posteriormente, o recorde de maior lucro de bilheteria num filme de super-herói conquistado por Homem-Aranha só seria superado em 2017 por Mulher-Maravilha.
Internacionalmente, Homem-Aranha estreou em dezessete territórios em sua primeira semana, arrecadando um total de US$ 13,3 milhões. O filme marcou a segunda maior abertura na Islândia, Cingapura e Coreia do Sul. Além disso, na Rússia e na Iugoslávia, o filme obteve a terceira melhor abertura de qualquer filme de todos os tempos. O filme também marcaria a maior abertura na Suíça com US$ 1,4 milhão e 160 mil espectadores em 106 telas, superando The World Is Not Enough. Na Alemanha, o filme obteve a abertura de junho mais alta e a terceira melhor estreia de qualquer filme, atrás de Ataque dos Clones e Ice Age. Suas exibições de abertura na França conquistaram a audiência de 10.645 espectadores em 27 telas, superando o filme local Astérix e Obélix: Missão Cleópatra. Além disso, estabeleceu a maior abertura bruta de um filme na Espanha. Enquanto isso, Homem-Aranha iria lançar novos recordes de abertura no Reino Unido mesmo durante os dias de jogos da Copa do Mundo FIFA de 2002: o filme arrecadou US$ 13,9 milhões em 509 telas, tornando-se a quinta maior estreia do país, atrás apenas de Harry Potter e a Pedra Filosofal, A Ameaça Fantasma, The Lord of the Rings: The Fellowship of the Ring e Ataque dos Clones. Foi o filme número um por três semanas nos cinemas britânicos, até ser ultrapassado por Minority Report. Na Índia, o filme foi lançado simultaneamente em inglês e em três idiomas diferentes em 250 telas, tornando-se o maior lançamento amplo e maior retorno de um título de Hollywood desde The Mummy Returns de 2001; o filme se tornou a maior bilheteria da Sony no país desde Godzilla de 1998. O número total de mercados internacionais que geraram receitas superiores a US$ 10 milhões para o filme incluem Austrália (US$ 16,9 milhões), Brasil (US$ 17,4 milhões), França, Argélia, Mônaco, Marrocos e Tunísia (US$ 32,9 milhões), Alemanha (US$ 30,7 milhões), Itália (US$ 20,8 milhões), Japão ($ 56,2 milhões), México ($ 31,2 milhões), Coreia do Sul ($ 16,98 milhões), Espanha ($ 23,7 milhões) e Reino Unido, Irlanda e Malta ($ 45,8 milhões).

### Resposta crítica
No site agregador de resenhas cinematográficas Rotten Tomatoes, 90% das 247 resenhas dos usuários são positivas, com nota média de 7,6/10; o consenso do site diz: "Homem-Aranha não apenas oferece uma boa dose de diversão, mas também tem um coração, graças aos encantos combinados do diretor Sam Raimi e da estrela Tobey Maguire". No Metacritic, outro agregador online, o filme possui a pontuação 73/100, baseado em 38 comentários, indicando "críticas geralmente favoráveis". Em uma pesquisa realizada pelo CinemaScore, o público deu ao filme uma nota média "A−" em uma escala de "A+" a "F".
O elenco, sobretudo Tobey Maguire, Willem Dafoe e J. K. Simmons, é frequentemente citado como um dos pontos altos do filme. Eric Harrison, crítico de cinema do jornal Houston Chronicle, inicialmente ficou cético quanto à presença de Maguire no filme, mas depois de assisti-lo afirmou: "torna-se difícil imaginar outra pessoa no papel". O crítico do jornal USA Today, Mike Clark, chegou a declarar que o protagonismo de Maguire em Homem-Aranha rivalizava com o de Christopher Reeve em Superman de 1978. Owen Gleiberman, da revista Entertainment Weekly, teve sentimentos confusos sobre o elenco, declarando: "Maguire, vencendo como é, nunca teve a chance de reunir os dois lados do Aranha: o menino e o homem, o romântico e o vingador". Kirk Honeycutt, do The Hollywood Reporter, escreveu: "a imaginação dos cineastas trabalha em alta desde o design inteligente dos créditos de abertura da teia de aranha e o beijo invertido do Homem-Aranha e Mary Jane, após um de seus muitos resgates dela, para um final que deixa os relacionamentos dos personagens em aberto para futuras aventuras".
Manohla Dargis, do LA Weekly, escreveu: "Não que Homem-Aranha seja inerentemente inadequado para a tradução de ação ao vivo. O filme apenas não é particularmente interessante ou, bem, animado". Dando-lhe duas estrelas e meia de quatro em sua crítica ao jornal Chicago Sun-Times, o crítico Roger Ebert sentiu que o filme carecia de um elemento de ação decente: "Considere a cena em que o Homem-Aranha recebe uma escolha cruel entre salvar Mary Jane ou um teleférico cheio de crianças em idade escolar. Ele tenta salvar os dois, de modo que todos fiquem pendurados nas teias que parecem prestes a se soltar. O visual aqui poderia ter dado uma impressão dos enormes pesos e tensões envolvidos, mas, em vez disso, a cena parece mais com um storyboard sem sangue da ideia". Estilisticamente, houve fortes críticas ao traje do Duende Verde, o que levou Richard George do IGN a comentar anos depois: "Não estamos dizendo que o traje de quadrinhos é exatamente emocionante, mas a armadura do Duende (o capacete em particular) de Homem-Aranha é quase comicamente mau... Não só não é assustador, como proíbe a expressão".
A Entertainment Weekly nomeou o beijo do Homem-Aranha e Mary Jane em sua lista de "melhores beijos" do final da década, dizendo: "Há uma linha tênue entre o romântico e cafona. E o beijo encharcado de chuva entre o Homem-Aranha e Mary Jane, de 2002, sapateia exatamente nessa linha. Por que funciona? Mesmo que ela suspeite que ele seja Peter Parker, ela não tenta descobrir. E isso é sexy".
A revista Empire classificou Homem-Aranha em 437.º lugar em sua lista dos 500 melhores filmes de todos os tempos em 2008.

### Prêmios
O filme ganhou vários prêmios que vão do Teen Choice Awards ao Prêmio Saturno e também foi indicado a dois Oscars de Melhores Efeitos Visuais e Melhor Som, mas perdeu para O Senhor dos Anéis: As Duas Torres e Chicago, respectivamente. No Prêmio Saturno, enquanto apenas Danny Elfman ganhou uma estatueta de Melhor trilha sonora, Sam Raimi, Tobey Maguire e Kristen Dunst foram indicados para Melhor diretor, Melhor ator e Melhor atriz, respectivamente. O filme também ganhou o prêmio de "Filme favorito" do People's Choice. O filme ainda foi indicado para a categoria homônima no Nickelodeon Kids' Choice Awards, mas perdeu para Austin Powers in Goldmember.
| Prêmio                             | Data da cerimônia       | Categoria                                                                                 | Indicados | Resultado |
| ---------------------------------- | ----------------------- | ----------------------------------------------------------------------------------------- | --- | --------- |
| Academy Awards                     | 23 de março de 2003     | Melhor Som                                                                                | Kevin O'Connell, Greg P. Russell and Ed Novick                                                                                | Indicado  |
| Academy Awards                     | 23 de março de 2003     | Efeitos Especiais                                                                         | John Dykstra, Scott Stokdyk, Anthony LaMolinara e John Frazier                                                                | Indicado  |
| BMI Film and TV Awards             | 14 de maio de 2003      | Prêmio BMI de Música Cinematográfica                                                      | Danny Elfman | Venceu    |
| British Academy Film Awards        | 23 de fevereiro de 2003 | Melhor Realização em Efeitos Visuais Especiais                                            | John Dykstra, Scott Stokdyk, John Frazier, Anthony LaMolinara, John Dykstra, Scott Stokdyk, John Frazier e Anthony LaMolinara | Indicado  |
| Broadcast Film Critics Association | 17 de janeiro de 2003   | Melhor música                                                                             | Chad Kroeger ("Hero") | Indicado  |
| Empire Awards                      | 5 de fevereiro de 2003  | Melhor atriz                                                                              | Kirsten Dunst | Venceu    |
| Golden Trailer Awards              | 14 de março de 2002     | Melhor ação                                                                               | Spider-Man | Indicado  |
| Golden Trailer Awards              | 14 de março de 2002     | Melhor música                                                                             | Spider-Man | Indicado  |
| Golden Trailer Awards              | 14 de março de 2002     | Melhor do Show                                                                            | Spider-Man | Indicado  |
| Golden Trailer Awards              | 14 de março de 2002     | Melhor locução                                                                            | Spider-Man | Venceu    |
| Grammy Award                       | 23 de fevereiro de 2003 | Álbum de trilha sonora de melhor pontuação para um filme, televisão ou outra mídia visual | Danny Elfman | Indicado  |
| Grammy Award                       | 23 de fevereiro de 2003 | Melhor Canção Escrita para um Filme, Televisão ou Outras Mídias Visuais                   | Chad Kroeger ("Hero") | Indicado  |
| Hugo Awards                        | 30 de agosto de 2003    | Melhor Apresentação Dramática - Forma Longa                                               | Spider-Man | Indicado  |
| MTV Movie Awards                   | 31 de maio de 2003      | Melhor Performance Feminina                                                               | Kirsten Dunst | Venceu    |
| MTV Movie Awards                   | 31 de maio de 2003      | Melhor beijo                                                                              | Tobey Maguire and Kirsten Dunst                                                                                               | Venceu    |
| MTV Movie Awards                   | 31 de maio de 2003      | Melhor Performance Masculina                                                              | Tobey Maguire | Indicado  |
| MTV Movie Awards                   | 31 de maio de 2003      | Melhor filme                                                                              | Spider-Man | Indicado  |
| MTV Movie Awards                   | 31 de maio de 2003      | Melhor Vilão                                                                              | Willem Dafoe | Indicado  |
| People's Choice Awards             | 12 de janeiro de 2003   | Filme favorito                                                                            | Spider-Man | Indicado  |
| Satellite Awards                   | 12 de janeiro de 2003   | Melhor edição de filme                                                                    | Eric Zumbrunnen | Indicado  |
| Satellite Awards                   | 12 de janeiro de 2003   | Melhores efeitos visuais                                                                  | John Dykstra | Indicado  |
| Saturn Awards                      | 18 de maio de 2003      | Melhor Filme de Fantasia                                                                  | Spider-Man | Indicado  |
| Saturn Awards                      | 18 de maio de 2003      | Melhor ator                                                                               | Tobey Maguire | Indicado  |
| Saturn Awards                      | 18 de maio de 2003      | Melhor atriz                                                                              | Kirsten Dunst | Indicado  |
| Saturn Awards                      | 18 de maio de 2003      | Melhor Diretor                                                                            | Sam Raimi | Indicado  |
| Saturn Awards                      | 18 de maio de 2003      | Melhor música                                                                             | Danny Elfman | Venceu    |
| Saturn Awards                      | 18 de maio de 2003      | Melhores efeitos especiais                                                                | John Dykstra, Scott Stokdyk, Anthony LaMolinara e John Frazier                                                                | Indicado  |
| World Soundtrack Awards            | 19 de outubro de 2002   | Melhor Trilha Sonora Original do Ano – Orquestral                                         | Danny Elfman | Indicado  |
| World Stunt Awards                 | 1º de junho de 2003     | Melhor Luta                                                                               | Chris Daniels, Zach Hudson, Kim Kahana Jr., Johnny Nguyen e Mark Aaron Wagner                                                 | Indicado  |
| Young Artist Awards                | 29 de março de 2003     | Melhor Longa-Metragem Familiar - Fantasia                                                 | Spider-Man | Indicado  |

## Legado

### Continuações
O filme ganhou duas sequências que foram produzidas e dirigidas por Sam Raimi: Homem-Aranha 2, que foi lançado em 30 de junho de 2004, e Homem-Aranha 3, lançado em 4 de maio de 2007.
Raimi deixou a produção dos filmes do Homem-Aranha junto com Tobey Maguire e Kirsten Dunst em janeiro de 2010 por diferenças criativas entre a Sony Pictures e Sam Raimi. Um reboot estrelando Andrew Garfield como Peter Parker foi feito e lançado em julho de 2012, sua sequência foi lançada em maio de 2014. O Homem-Aranha fez sua estreia no Universo Cinematográfico Marvel em 2016, no filme Captain America: Civil War, estrelado por Tom Holland, que gerou uma trilogia de filmes que começou em Spider-Man: Homecoming (2017), Spider-Man: Far From Home (2019) e Spider-Man: No Way Home (2021), um quarto filme chamado Spider-Man: Brand New Day está em produção e será lançado em julho de 2026.
Tobey Maguire retornou a interpretar Peter Parker junto a Andrew Garfield em Spider-Man: No Way Home.

### Séries animadas de televisão
Uma série em spin-off animada em CGI, Spider-Man: The New Animated Series, foi exibida de julho a setembro de 2003 na MTV estadunidense; esta pretendia ser a continuação do primeiro filme e uma sequência alternativa do filme não relacionada aos eventos das sequências posteriores.

### Jogo eletrônico
Um jogo eletrônico homônimo baseado no filme foi lançado. O jogo foi desenvolvido pela Treyarch (apenas para os consoles domésticos) e publicado pela Activision, sendo lançado em 2002 para as plataformas Game Boy Advance, GameCube, Microsoft Windows, PlayStation 2 e Xbox. O jogo tem muitas cenas e vilões que não apareceram no filme. Foi seguido por Spider-Man 2 dois anos depois para promover o lançamento do segundo filme. Em 2007, também para promover o lançamento do terceiro filme, foi lançado Spider-Man 3. Tobey Maguire e Willem Dafoe foram os únicos atores que reprisaram seus papéis do filme no jogo. Lançado em 2007, Spider-Man: Friend or Foe retrata os personagens dos três filmes de Sam Raimi e serve como enredo não canônico da trilogia.
As críticas ao jogo foram positivas. Em julho de 2006, a versão para PlayStation 2 do jogo vendeu 2,1 milhões de cópias e rendeu US$ 74 milhões de lucro só nos Estados Unidos. A extinta revista Next Generation classificou-o como o 15.º jogo mais vendido lançado para PlayStation 2, Xbox ou GameCube entre janeiro de 2000 e julho de 2006 naquele país. As vendas combinadas de jogos de console do Homem-Aranha lançados na década de 2000 atingiram a marca de seis milhões de unidades nos Estados Unidos em julho de 2006.